# 福井市清明小学校
福井市清明小学校（ふくいし せいめいしょうがっこう）は、福井県福井市下荒井町にある公立小学校。児童数は450名（2022年4月1日現在）。制服がある。

## 沿革
- 1980年（昭和55年）3月、福井市議会にて新設校設置の承認。同年9月に着工。
- 1981年（昭和56年）9月、福井市議会において地元の嘆願である「福井市清明小学校」と命名登録。校名の由来は、明治期の荒井小学校の校訓[2]
- 校区については通学区審査会が慎重に議論した結果、同年10月に現行の通学区域が決定。
- 1982年（昭和57年）4月3日、福井市44番目の小学校として「清明小学校」の開校式が行われ、開校が宣言された[3]。

## 校章
- 校章は「重七曜」。周囲は７つの星に７町内（大島、江端、下荒井、引目、中荒井、杉谷、今市）をなぞらえている。中央は、日々我が身を反省し、天の恵みと地域住民の団結と協力の中で、長寿息災、校運発展を祈る姿を表しているという[2]。

## 教育方針

### 校訓
- 礼節 - 礼儀正しく 心豊かな子
- 自修 - 進んで学び がんばる子
- 剛健 - 体をきたえ たくましい子

### 学校教育目標
『人間性豊かな心身ともに健康な児童の育成』

### 学校経営の方針
1. 思いやりの心を持ち、けじめのある行動のできる児童の育成
2. 自ら考え、豊かに表現できる児童の育成
3. 心身ともに健康でたくましい児童の育成
4. 所属感・連帯感の育成
5. 足羽中学校区教育の定着

## クラブ活動
- スポーツ系：卓球、バドミントン、バスケットボール、陸上、ドッジボール、サッカー
- 文化系：生け花お茶、ダンス、ゲーム(オセロ、人生ゲームなど)、パソコン、図工、クッキング

## 通学区域
- 福井市[4]
  - 江端町・下荒井町・杉谷町・中荒井町・引目町の全域
  - 今市町の一部（45号から66号）
  - 大島町の一部（大島台526・602・604・608・612・625・633を除く地域）

## 進学先中学校
- ほとんどの児童は卒業後福井市足羽中学校に進学する。
- 一部の児童は卒業後福井市至民中学校に進学する。

## 著名な出身者
- 脇本雄太-ケイリン選手

## 所在地・交通
福井県福井市下荒井町13-240
- 福井鉄道福武線清明駅から徒歩約10分